# Парфений I (патриарх Константинопольский)
Парфений I (греч. Παρθένιος Α; XVI век — Хиос, 8 сентября 1646) — патриарх Константинопольский, занимавший пост на протяжении пяти лет (1 июля 1639 — 8 сентября 1644).
Предшественником патриарха Парфения I был патриарх Неофит III, а его преемником был патриарх Парфений II.

## Биография
В 1632 году Парфений I стал митрополитом Навпактским, однако вскоре переведен на Янинскую кафедру, которую занимал до 1633 года. Через 2 года после избрания Парфения I на патриарший престол к нему обратился господарь Молдавии Василе Лупу с просьбой разрешить вопрос о соответствии православному учению «Исповедания веры», написанного патриархом Кириллом I Лукарисом и считавшегося многими кальвинистским по содержанию. На Константинопольском Соборе, проходившем под председательством Парфения I в мае 1642 года, ряд положений, содержавшихся в «Исповедании веры», были осуждены как еретические; среди них — учение Кирилла о Евхаристии, которую он мыслил как «простой образ» Тела и Крови Христовых. 
Под постановлениями Собора стоят подписи 45 епископов и других клириков, в том числе святого Петра и митрополита Киевского. Соборные деяния были доставлены в Яссы, где в сентябре 1642 года состоялся Собор, принявший с изменениями «Православное исповедание» святого Петра. 
11 марта 1643 года в Константинополе прошли заседания Собора под председательством Парфения I и при участии других восточных патриархов, на нем были одобрены решения Ясского Собора.
Кроме того, Парфений принимал участие в конфликте между насельниками Екатерины Великомученицы монастыря на Синае и патриархом Александрийским Никифором Кларонцаном. Конфликт начался еще в первые годы XVII века, когда синайские монахи открыли в Каире свое подворье Джувания. Сюда прибывало большое число верующих, что приводило к уменьшению доходов Александрийских патриархов. В августе 1643 года Парфений I подтвердил право монахов на совершение богослужений в храме подворья.
В 1644 году патриарх написал послание, адресованное французскому королю Людовику XIV, которое затрагивало вопросы, связанные с предполагаемой унией Восточной и Западной церквей. Переговоры по данному вопросу были начаты по инициативе Людовика XIII. В послании была выражена благодарность за предложение данной идеи, однако было указано, что Восточная церковь не готова была принять унию из-за влияния на неё турецких властей.
К посланию был приложен текст с осуждением Кирилла I Лукариса, одобренный на Ясском Соборе. Письмо было доставлено во Францию лишь через несколько лет.
В 1644 году Парфений I был вынужден оставить патриарший престол и переехать на остров Кипр, где он провёл полтора года. После этого Парфений I отправился на остров Хиос, где и скончался 8 сентября 1646 года.